# UFC on ESPN: Namajunas vs. Cortez
UFC on ESPN: Namajunas vs. Cortez (también conocido como UFC on ESPN 59)  fue un evento de artes marciales mixtas producido por Ultimate Fighting Championship que se llevó a cabo el 13 de julio de 2024 en el Ball Arena, en Denver, Colorado, Estados Unidos.

## Antecedentes
El evento marcará la séptima visita de la promoción a Denver y la primera desde UFC Fight Night: The Korean Zombie vs. Rodríguez en noviembre de 2018.
Se esperaba que una pelea de peso mosca femenino entre Maycee Barber y la ex dos veces Campeona femenina de Peso Paja de UFC Rose Namajunas encabece el evento. Sin embargo, por razones no reveladas, Barber se retiró de la pelea y Tracy Cortez, que estaba programada para enfrentar a Miranda Maverick una semana después en UFC on ESPN 60, será su reemplazado.
Chris Duncan tenía previsto enfrentarse a Nazim Sadykhov en un combate de peso ligero.  Sin embargo, Duncan fue reemplazado por Marquel Mederos debido a razones no reveladas. Una semana después, Mederos se retiró y actualmente se está buscando un reemplazo para Nazim Sadykhov.
Se esperaba que en este evento se llevara a cabo una pelea de peso ligero entre Drew Dober y Mike Davis. Sin embargo, Davis se vio obligado a retirarse debido a un desgarro en el bíceps. Fue reemplazado por Jean Silva, quien peleó apenas dos semanas antes en UFC 303.
En este evento estaba prevista una pelea de peso welter entre Mike Malott y Gilbert Urbina. Sin embargo, dos semanas antes del evento, como resultado de la retirada de Urbina por razones no reveladas, Malott decidió no pelear con otro oponente en este evento debido a una lesión sufrida durante el entrenamiento, por lo que la pelea fue cancelada.
Se esperaba que Viviane Araújo y Jasmine Jasudavicius se enfrentaran en una pelea de peso mosca femenino. Sin embargo, el 5 de julio, Araújo se retiró por razones desconocidas y fue reemplazada por la recién llegada promotora Fatima Kline.

## Cartelera
1. ↑  Unos codazos accidentales en la nuca dejaron a Brundage sin poder continuar.

## Bonificaciones
Los siguientes peleadores recibieron bonos de $50.000:
- Pelea de la Noche: Drew Dober vs. Jean Silva
- Actuación de la Noche: Charles Johnson y Montel Jackson